# 禾輋

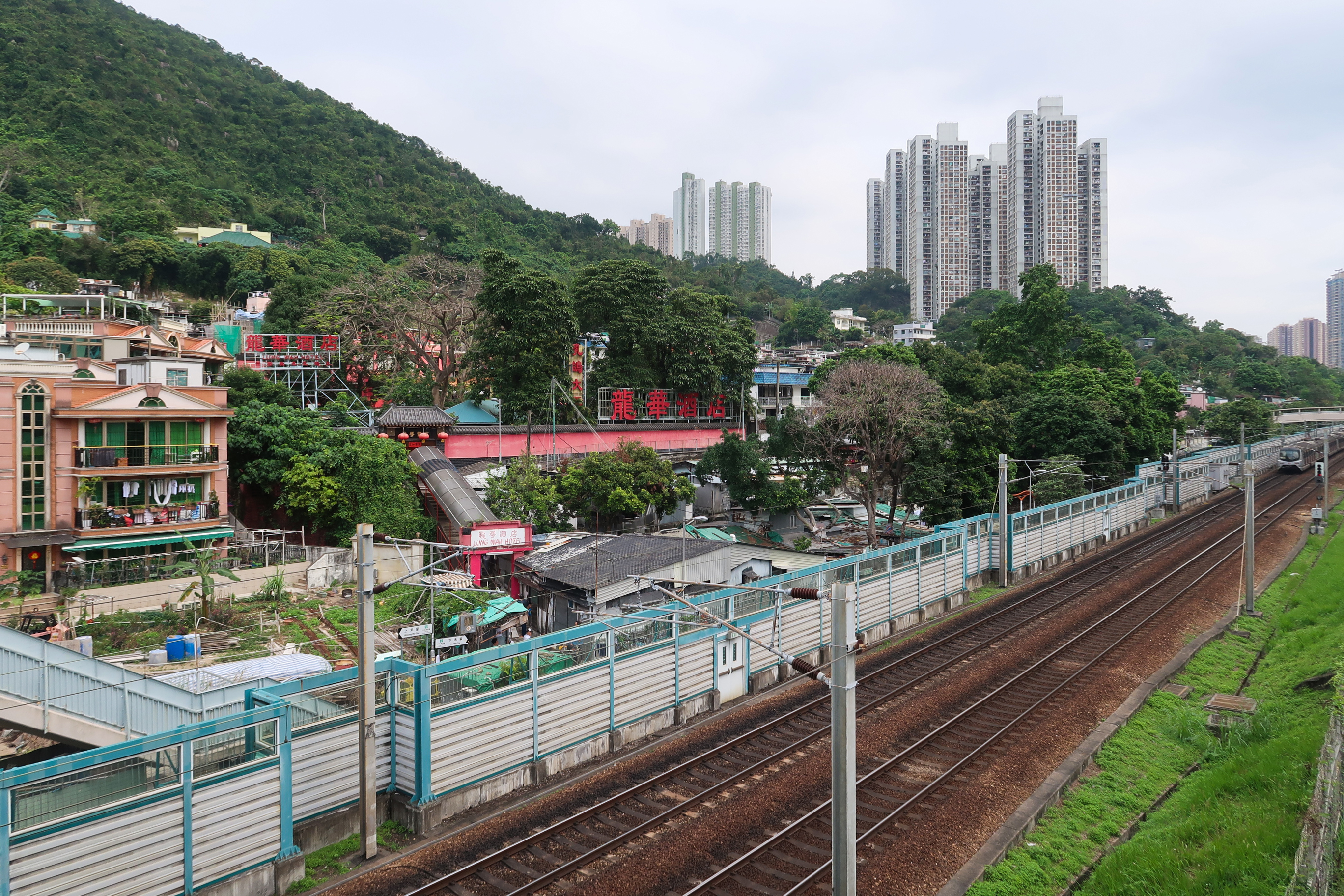
下禾輋村龍華酒店

禾輋（英語：Wo Che）是香港新界沙田區的一個地方，位於沙田市中心和火炭之間，原是指上下禾輋村一帶，在區內新市鎮發展完成後，則涵蓋包括禾輋邨的範圍，現今多視作沙田市中心的延伸部分。
在沙田新市鎮未發展前，該區已有上禾輋和下禾輋的地名。1910年，下禾輋因興建九廣鐵路由沙田培英中學旁的火車軌位置遷到現址，原名下禾青仔。沙田第二個公共屋邨禾輋邨，也是興建在上下禾輋對出的填海區上。乳鴿馳名的龍華酒店也是位於下禾輋村。由於沙田警署毗鄰禾輋邨，亦為區內居民通稱為「禾輋警署」。區內的源禾路和禾輋街命名均源於「禾輋」之地名，而禾輋邨內的「豐順街」、「德厚街」和「協欣街」則以座落該等街道的禾輋邨各座命名。
禾輋在昔日是輋族的居住地之一，當中的「輋」是指他們使用的耕作方法。

## 鄰近
- 中國浸信會神學院